# Палата представників Райхсрату І-го скликання
Палата представників Імперської Ради (І-го скликання) працювала протягом 1861–1865 рр.
Протягом вказаного періоду відбулося три сесії:
- 1-ша — з 29 квітня 1861 до 18 грудня 1862

- 2-га — з 17 червня 1863 до 15 лютого 1864

- 3-тя — з 12 листопада 1864 до 27 липня 1865

Палата представників (І-го скликання) формувалася завдяки послам від коронних земель імперії, а саме: земель корони Святого Стефана (92 особи), Богемії (79), Галичини (39), Моравії (26), Нижньої Австрії (21), Тіролі (13), Штирії (13), Верхньої Австрії (11), Далмації (11), Сілезії (7), Буковини (6), Каринтії (6), Крайні (6), Трієста (4), Зальцбурга (3), Гориці і Градишки (2), Примор'я (2), Форарльберга (2).
Вибори послів проводилися за куріальною системою виборів, зокрема від таких курій: «великі власники», «великі платники податків», «міста», «міста та промисловці», «міста та ринки», «міста/торгово-промислові палати», «сільські громади», «університетів».
Українське представництво у Палаті представників (І-го скликання) Рейхсрату було незначним. З 39 послів від Королівства Галичини та Володимирії — 14 було українського походження, з яких 6 — представники УГКЦ (2 єпископи та 4 священники). Двоє з них (Миколай Зиблікевич та Спиридон (Литвинович)) були обрані від «великих власників», решта від «сільських громад».
Від Герцогства Буковина було обрано (курія — «сільські громади») тільки одного етнічного українця Георгія Турецького.
До складу Палати депутатів І-го скликання (від Буковини та Галичини) входили:
| Ім'я депутата                   | Name des abgeordneter                | Коронна земля | Курія            | Виборчий округ | Примітка                                                                         |
| ------------------------------- | ------------------------------------ | ------------- | ---------------- | -------------- | -------------------------------------------------------------------------------- |
| Бендела Теофіл                  | Bendella Theophil                    | Буковина      | Великі власники  |                |                                                                                  |
| Іліуц Григорій                  | Iliutz Gregor                        | Буковина      | Сільські громади | Сторожинець    |                                                                                  |
| Ісическу Леон                   | Isăcescu Leon                        | Буковина      | Міста            | Радівці        |                                                                                  |
| Петріно Александр фон           | Petrinó Alexander von                | Буковина      | Великі власники  |                | склав присягу 3 травня 1861 року                                                 |
| Сімонович Якоб фон              | Simonowicz Jakob von                 | Буковина      |                  |                | склав присягу 12 листопада 1864 року                                             |
| Турецький Георгій               | Turecki Georg                        | Буковина      | Сільські громади | Заставна       |                                                                                  |
| Бетковський Нікодим             | Bętkowski Nikodem                    | Галичина      | Міста            | Величка        | помер 19 жовтня 1864 року                                                        |
| Білевич Валентин                | Bilewicz Walentin                    | Галичина      | Сільські громади | Мостиська      | склав присягу 03.05.1861                                                         |
| Бочінський Алоіз                | Wężyk Leonard                        | Галичина      | Великі власники  |                | склав присягу 11.05.1861                                                         |
| Вєжик Леонард                   | Bocheński Alojzy                     | Галичина      | Великі власники  |                | склав присягу 11.05.1861                                                         |
| Віталіс Міхал                   | Witalis Michael                      | Галичина      | Сільські громади | Тарнів         | склав присягу 03.05.1861                                                         |
| Казимир Водзіцький              | Wodzicki Kazimierz                   | Галичина      | Великі власники  |                | склав присягу 11.05.1861, відмовився від мандату під час ІІ-ї сесії              |
| Гельсель фон Стернстейн Зігмунт | Helcel von Sternstein Sigismund      | Галичина      | Міста            | Краків         | склав присягу 11.05.1861, відмовився від мандату 06.11.1864                      |
| Городискій Томпш                | Horodyski Tomasz                     | Галичина      | Великі власники  |                | склав присягу 11.05.1861                                                         |
| Грохольський Казимир фон        | Grocholski Kazimierz von             | Галичина      | Великі власники  |                | склав присягу 11.05.1861                                                         |
| Губіцкій Кароль                 | Hubicki Karol                        | Галичина      | Великі власники  |                | склав присягу 11.05.1861                                                         |
| Гутовскій Юліан                 | Gutowski Julian                      | Галичина      | Сільські громади | Новий Сонч     | склав присягу 11.05.1861                                                         |
| Дзідущицкій Казімір             | Dzieduszycki Kazimierz Adam Fryderyk | Галичина      | Великі власники  |                | склав присягу 11.05.1861, відмовився від мандату 30.09.1863                      |
| Дітль Юзеф                      | Dietl Joseph                         | Галичина      | Великі власники  |                | склав присягу 27.05.1861                                                         |
| Добржаньскій Александр          | Dobrzański Alexander von             | Галичина      | Великі власники  |                |                                                                                  |
| Зиблікевич Миколай              | Zyblikiewicz Mikołaj                 | Галичина      | Великі власники  |                | склав присягу 11.05.1861                                                         |
| Карпинець Іван                  | Karpiniec Johann                     | Галичина      | Сільські громади | Чортків        | склав присягу 02.05.1861                                                         |
| Кіжмаєр Вінцентій               | Kirchmayr Vincenz                    | Галичина      | Торгові палати   | Краків         | склав присягу 11.05.1861                                                         |
| Ковбасюк Микола                 | Kowbasiuk Nikolaus                   | Галичина      | Сільські громади | Коломия        | склав присягу 02.05.1861                                                         |
| Кшиштофович Якоб                | Krzysztofowicz Jacob                 | Галичина      | Міста            | Станіслав      | склав присягу 11.05.1861                                                         |
| Куземський Михайло              | Kuziemski Michał                     | Галичина      | Сільські громади | Миколаїв       | склав присягу 02.05.1861                                                         |
| Литвинович Спиридон             | Litwinowicz Spiridion                | Галичина      | Великі власники  |                | склав присягу 02.05.1861                                                         |
| Любич Могильницький Антін фон   | Lubicz-Mogilnicki Anton von          | Галичина      | Сільські громади | Богородчани    | склав присягу 13.05.1861                                                         |
| Моргенштерн Станіслав           | Morgenstern Stanislaus               | Галичина      | Сільські громади | Домброва       | склав присягу 11.05.1861                                                         |
| Негребецький Юліян              | Nehrebecki Julian                    | Галичина      | Сільські громади | Рудки          | склав присягу 04.07.1861, 02.10.1861 мандат анульовано через тривалу відсутність |
| Полевий Лев                     | Polowy Leo                           | Галичина      | Сільські громади | Підгайці       | склав присягу 11.05.1861                                                         |
| Потоцкій Адам                   | Potocki Adam                         | Галичина      | Сільські громади | Хшанов         | склав присягу 11.05.1861                                                         |
| Рейзнер Фелікс                  | Reyzner Felix                        | Галичина      | Міста            | Тернопіль      | склав присягу 11.05.1861                                                         |
| Рогальський Антоній             | Rogalski Anton                       | Галичина      | Сільські громади | Скалат         | склав присягу 13.05.1861                                                         |
| Рогавський Кароль Францішек     | Rogawski Karol Franciszek            | Галичина      | Сільські громади | Горлиці        | склав присягу 27.05.1861, втратив мандат 1864                                    |
| Русецький Іван                  | Rusiecki Johann                      | Галичина      | Сільські громади | Ропчиці        | склав присягу 11.05.1861                                                         |
| Ручка Людвіг                    | Ruczka Ludwik                        | Галичина      | Сільські громади | Добромиль      | склав присягу 03.05.1861                                                         |
| Смолька Францішек               | Smolka Franciszek                    | Галичина      | Міста            | Львів          | склав присягу 11.05.1861                                                         |
| Стоцький Адам                   | Stocki Adam                          | Галичина      | Сільські громади | Лопатин        | склав присягу 02.05.1861                                                         |
| Тарчановський Симон             | Tarczanowski Simon                   | Галичина      | Сільські громади | Турка          | склав присягу 02.05.18611                                                        |
| Шеліській Казимір               | Szeliski Kazimierz                   | Галичина      | Великі власники  |                | склав присягу 11.05.1861                                                         |
| Шемельовський Теодор            | Szemelowski Theodor                  | Галичина      | Міста            | Самбір         | склав присягу 11.05.1861                                                         |
| Цілецкій Володимир фон          | Cielecki Wladimir von                | Галичина      | Великі власники  |                | склав присягу 11.05.1861                                                         |
| Юзичинський Антін               | Juzyczyński Antoni                   | Галичина      | Сільські громади | Жовква         | склав присягу 02.05.1861                                                         |
|                                 |                                      |               |                  |                |                                                                                  |